# Amphithalamus rauli
Amphithalamus rauli is een slakkensoort uit de familie van de Anabathridae. De wetenschappelijke naam van de soort is voor het eerst geldig gepubliceerd in 1991 door Rolán.